# Cəmil Ağamalıyev
Cəmil Ağamalıyev (bis 1997 beim Weltschachbund FIDE Djamil Agamaliev, ab 1997 Gamil Agamaliev und ab 2014 Cemil Aghamaliyev; * 31. August 1974) ist ein aserbaidschanischer Schachspieler und -trainer, der seit Mai 2014 für den türkischen Schachverband spielt.
Mit der aserbaidschanischen Nationalmannschaft nahm er 1993 an der U26-Schacholympiade in Paranaguá teil. Die Mannschaft belegte den zweiten Platz. Im September 2002 gewann er das 1. Kaissa-Turnier (Kategorie 8) in Aluschta, im Juli 2003 das 2. Internationale Open in Condom. Vereinsschach spielt er im Iran für die Mannschaft Payam Ertebatat aus Gilan und in türkischen Ligen für Antalya Ramazan Savaş Spor Kulübü. Er trainiert den türkischen Jugendspieler Vahap Şanal aus Izmir.
1993 wurde er Internationaler Meister, seit 2002 trägt er den Titel Großmeister und seit 2017 den Titel FIDE Trainer. Cəmil Ağamalıyev wohnt in Izmir.
Seine Elo-Zahl beträgt 2486 (Stand: August 2025), im Oktober 2003 erreichte er seine höchste Elo-Zahl von 2526.